# Vrstični vektor
Vrstični vektor ali vrstična matrika je matrika z razsežnostjo {\displaystyle 1\times m\,}. Ta matrika ima samo eno vrstico z {\displaystyle m\,} elementi:
{\displaystyle \mathbf {x} ={\begin{bmatrix}x_{1}\;x_{2}\;\cdots \;x_{m}\end{bmatrix}}\!\,.}
Transponirana matrika vrstičnega vektorja je stolpični vektor:
{\displaystyle {\begin{bmatrix}x_{1}\;x_{2}\;\cdots \;x_{m}\end{bmatrix}}^{\rm {T}}={\begin{bmatrix}x_{1}\\x_{2}\\\vdots \\x_{m}\end{bmatrix}}\!\,.}
Množica vseh vrstičnih vektorjev je vektorski prostor, ki je dualni prostor množici vseh stolpičnih vektorjev.